# Estació de Canyelles
|  | Per a altres significats vegeu Canyelles (desambiguació) |

Canyelles és una estació de la L3 del Metro de Barcelona situada sota la Via Favencia al districte de Nou Barris de Barcelona i es va inaugurar el 2001 amb la prolongació entre Montbau i Canyelles.
L'estació era capçalera de la L3 des de l'any 2001 fins al 4 d'octubre del 2008 quan s'inaugurà el tram entre Canyelles i Trinitat Nova on enllaça amb la L4 i la L11. En un futur es prolongarà fins a Trinitat Vella i enllaçarà amb la L1.
| Metro de Barcelona     |           |                                              |          |                        |
| Procedència/Destinació | <         | Línia                                        | >        | Procedència/Destinació |
| Zona Universitària     | Valldaura | Logotip de la Línia 3 del metro de Barcelona | Roquetes | Trinitat Nova          |

## Vegeu també

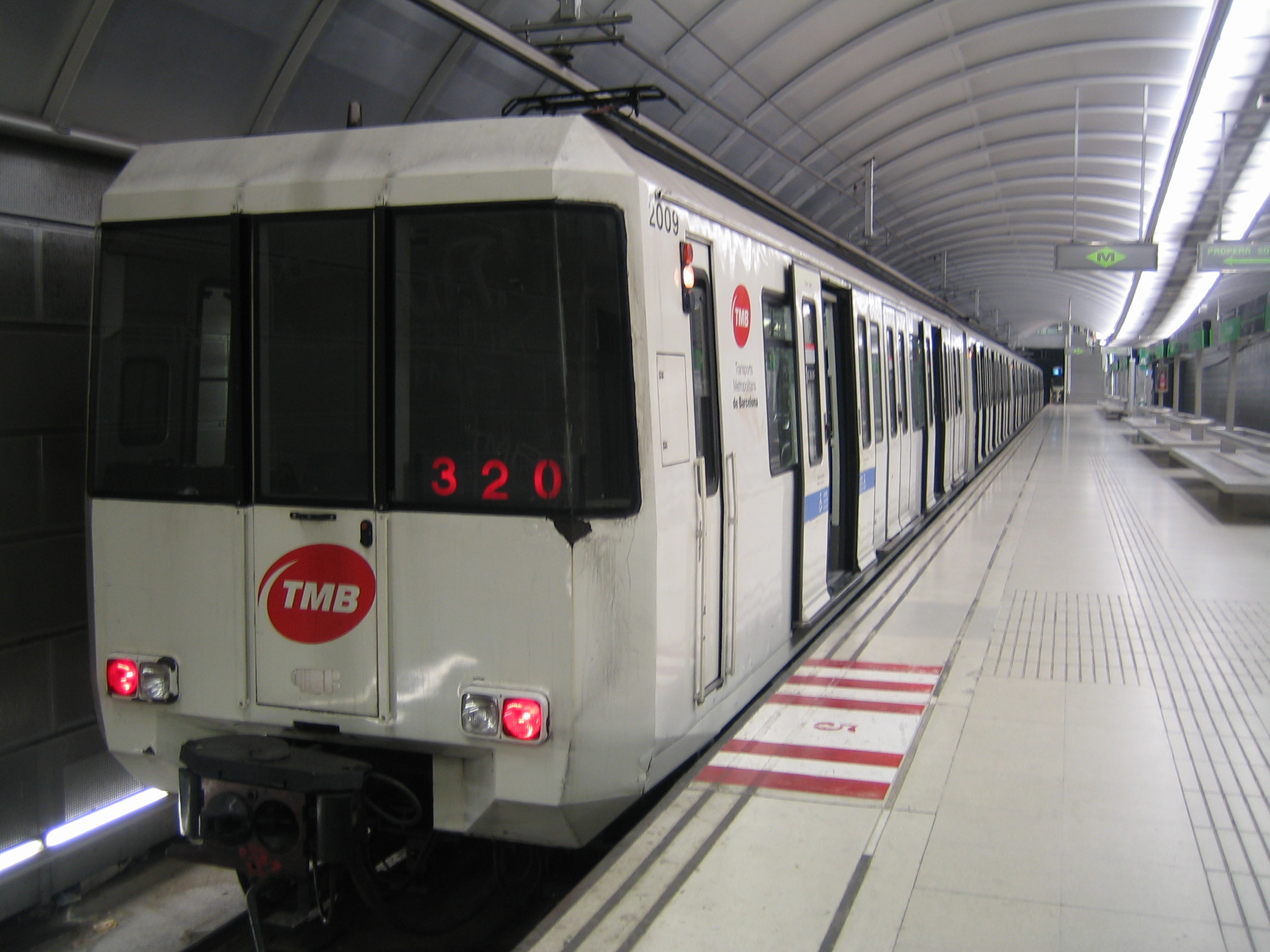
Tren a l'estació de Canyelles

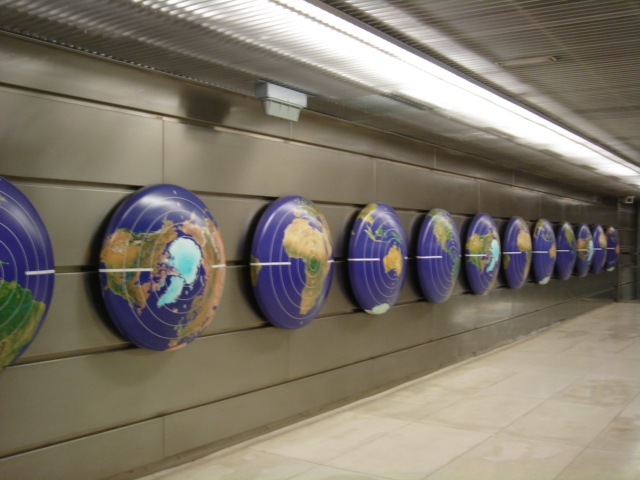
Decoració al vestíbul de l'estació de Canyelles

## Accessos
- Via Favencia
- Carrer Federico Garcia Lorca